# 鈍吻角鰓脂鯉
鈍吻角鰓脂鯉（学名：Ceratobranchia obtusirostris）為輻鰭魚綱脂鯉目脂鯉亞目脂鯉科的其中一個種，分布於南美洲亞馬遜河流域，體長可達5.5公分，棲息在底中層水域，生活習性不明。
其种加词“obtusirostris”意为“钝吻的”。